# Ferrocarril en Chad
A fecha de 2012, el Chad no tenía un sistema ferroviario. Se han previsto dos líneas al Sudán y al Camerún desde la capital, cuya construcción se espera que comience en febrero de 2016 y que esté terminada en 4 años.

## Historia

### Primeros esquemas ferroviarios -sigloXIX
Un libro de 1905 describe la historia de la exploración del Chad por un sindicato ferroviario alemán:

En 1885, nació la nueva colonia alemana de Kamerun. Alemanes influyentes determinaron que el potencial económico de la colonia sólo podía realizarse a través de la construcción de un ferrocarril. En 1900 establecieron un sindicato de ferrocarriles de Camerún, que en 1902 obtuvo una concesión del gobierno alemán para construir una línea que abriera el interior de la colonia al comercio. El sindicato patrocinó expediciones en 1902-1903 y 1904 para estudiar la ruta proyectada.

### sigloXX
Varios planes o propuestas para construir ferrocarriles durante el período colonial francés (África Ecuatorial Francesa) en el Chad, y para conectar el Chad con otras redes ferroviarias africanas (Camerún, Nigeria, Ubangui/República Centroafricana). Entre las primeras propuestas figura una línea que se extiende desde el sistema ferroviario del Camerún en Duala hasta el Chad en el decenio de 1930. Uno de los primeros planes extraoficiales fue un estudio de un ferrocarril de Duala, en el Camerún, a Bangui, que formaba parte de la política expansionista del Imperio Alemán anterior a la Primera Guerra Mundial conocida como Mittelafrika.
En los años 50 se propuso una línea a través del Chad desde Puerto Sudán hasta Nigeria, pero las organizaciones gubernamentales del Chad se opusieron.
En 1958 se elaboraron los planes para una línea desde el Camerún. Se creó la Société Civile d'Études du Chemin de Fer Douala-Tchad (SEDOT) y la planificación continuada llevó a que se iniciara la construcción en 1964. La línea se construyó hasta Ngaoundéré en el Camerún (el Ferrocarril Transcamerunense, completado en 1975). Los planes iniciales incluían una extensión hasta Moundou en el Chad, pero no se completó.
En 1959 se creó un organismo multinacional, la Agence Transéquatoriale des Communications (ATEC), para gestionar la cooperación entre el Chad, la República Centroafricana, el Gabón y la República del Congo, y administrar un sistema de enlaces fluviales y ferroviarios (denominado Route Fédérale) que sirve al interior a través de una terminación costera en Pointe Noire; se estaba estudiando la posibilidad de establecer una línea de Bangui (CAF) al Chad (ferrocarril Bangui-Chad o Le chemin de fer Bangui-Tchad) como parte de este plan. El proyecto de ferrocarril Bangui-Chad llegó a la etapa de planificación preliminar, incluidos los estudios de costes; el proyecto se terminó en 1962.

### sigloXXI
En marzo de 2011 el Chad y China Civil Engineering Construction Corporation (CCECC) llegaron a un acuerdo sobre un contrato (estimado en 7.000 millones de dólares) para construir más de 1.300 km de líneas ferroviarias de ancho estándar en el Chad. Las líneas se construirían principalmente para el transporte de mercancías, pero también para el de pasajeros. En agosto de 2011 se informó de que el Sudán, el Chad y el Banco de Exportación e Importación de China habían llegado a un acuerdo para construir una línea transfronteriza desde la capital del Chad hasta la línea ferroviaria de Nyala, en Sudán. El 24 de diciembre de 2011 el Ministerio de Transporte y Aviación Civil del Chad y CCECC firmaron el acuerdo (valorado entonces en 5.600 millones de dólares) para la construcción de la línea, y se prevé que la construcción comience en febrero de 2012.
Se han previsto dos líneas: una desde la capital Yamena hasta Moundou y Koutéré, en la frontera con el Camerún (528 km), y otra desde la capital hasta la frontera con el Sudán (836 km) pasando por Abéché y Adré . Las líneas se construirán con un ancho de vía estándar y para un recorrido de 120 km/h, y el equipo para la línea se obtendrá en China.
En noviembre de 2015, los gobiernos de Sudán, Chad y Camerún firmaron un acuerdo tripartito para construir una línea que una Puerto Sudán con las capitales de los tres países, y se espera que el financiamiento provenga del Exim Bank de China.
Los gobiernos de Chad y Camerún firmaron posteriormente un aide-mémoire con el Banco Africano de Desarrollo en julio de 2017 con el objetivo de obtener fondos para un estudio de viabilidad en la sección N'Djamena - Ngaundere de la línea.

## Estaciones

### Propuestas
- Nyala, Sudán
- Yamena
- Abahe-Adre
- Ngaoundéré, cabecera del ferrocarril del Camerún
- Duala, Camerún

### Más lecturas
- Robinson, Neil (2009). World Rail Atlas and Historical Summary. Volume 7: North, East and Central Africa. Barnsley, UK: World Rail Atlas Ltd. ISBN 978-954-92184-3-5.